# Ricardo Migliorisi
Ricardo Migliorisi (Asunción, 6 de enero de 1948-14 de junio de 2019) fue un pintor, vestuarista, escenógrafo y arquitecto paraguayo, premiado nacional e internacionalmente. Expuso sus obras en varios países de América y Europa. 

## Infancia y juventud
Hijo de Salvador Migliorisi Tumino, de origen italiano, e Isolina Salsa Ferraris. Realizó sus estudio Primarios y Secundarios en el Colegio Dante Alighieri y, más tarde en el Colegio San José de Asunción.
El gusto por estética y el arte fueron manifestaciones que desde muy temprana edad han ido madurando en el alma de este artista. Sus primeras expresiones artísticas surgieron a los dieciocho años aproximadamente.
Estudió Artes Plásticas en el Taller de Cira Moscarda. Ese espacio reunía a jóvenes talentosos que podían, allí, dar rienda suelta a su creatividad, expresada a través de elementos inéditos en ese entonces. La experiencia vivida en el Taller, da a Ricardo el impulso para que brote en él ese sentido trasgresor que imprime a toda su obra.
También estudió grabado con el maestro Livio Abramo. Pero básicamente puede ser considerado un autodidacta.
Más tarde cursó la carrera de Arquitectura en la  Universidad Nacional de Asunción. (Paraguay).
Siguiendo sus años de formación, ganó vasta experiencia en varios países latinoamericanos desempeñándose como diseñador de vestuario de teatro y de escenografías.
En principio utilizaba el dibujo y la pintura en la mayoría de sus obras, luego fue incluyendo todo tipo de elementos a sus creaciones.
Enseguida, este joven artista mostró al mundo un estilo irreverente, innovador,  psicodélico y hasta delirante en sus obras.

## Su trayectoria
Ricardo Migliorisi surge en la sociedad artística paraguaya a mediados de los años 60, tiempo marcado por la urgente actualización y la apertura; por la surgente novedad y la necesidad de un rápido aggiornamiento en el campo del Modernismo que invadía las sociedades artísticas de toda América y Europa.
Numerosas fueron las oportunidades en las que Ricardo Migliorisi realizó exposiciones de sus obras.
| Año       | Exposiciones individuales |
| --------- | --- |
| 1974      | "Sobre Monstruos y Víctimas", Museo de Zea, Medellín, Colombia. |
| 1978/1992 | Galería Arte-Sanos, Asunción, Paraguay. |
| 1985      | "Pequeños Pizarrones", Galería Fábrica, Asunción, Paraguay |
| 1986      | Retrospectiva "20 años de obra de R. Migliorisi", Centro de Artes Visuales, Asunción, Paraguay |
| 1989      | "Birgitta Von Scharkoppen en el Jardín de las Delicias", Centro Cultural Miraflores, Lima, Perú. |
| 1990      | "Bañistas año 79 d. C." Galería Arte-Sanos, Asunción, Paraguay; "Los Últimos días de Pompeya", La Galería, Lima, Perú.                                                                                            |
| 1991      | "Los Últimos días de Pompeya", Instituto Italo-latinoamericano, Roma, Italia. |
| 1992      | "La Carpilla Sixtina", Galería Rond-Point, París, Francia. |
| 1994      | Galería Maison Tonet, Graz, Austria; Art Collectors Miami, U.S.A.; "Los Durmientes", Centro Cultural Miraflores, Lima, Perú.                                                                                      |
| 1995      | Centro Cultural Recoleta, Buenos Aires. Argentina. |
| 1996      | “La Culpa”. Galería Praxis, Lima. Perú. Artesanos Art Gallery. U.S.A. |
| 1998      | Galería Praxis, Lima. Perú. Muestra Antológica. Manzana de la Rivera. Asunción. Paraguay. Exposición en el Museo del Barro a partir de la publicación de un libro de dibujos suyos “Trazos, trozos y laberintos”. |
| 1999      | Galería De La Matriz. Montevideo. Uruguay. |
| 2000      | Muestra “La vía dolorosa” en la Galería Phanta Rei. España. |
| 2001      | Realiza una muestra individual de dibujos en la Galería Phanta Rei. España |
| 2002      | Galería Praxis, Lima. Perú. |
| 2004      | "Torso y dorso, escorzo". Lima. Perú.[2] |
También a nivel colectivo, junto a artistas contemporáneos, llevó sus obras al público de su país y del extranjero.
| Año  | Exposiciones colectivas |
| 1968 | Bienal Iberoamericana, Medellín, Colombia; Muestra Internacional de la Gráfica, Florencia, Italia. |
| 1976 | Arte Actual en lberoamérica, Madrid, España. |
| 1979 | Bienal del Grabado, San Juan, Puerto Rico; Bienal del Dibujo, Maldonado, Uruguay. |
| 1981 | Bienal Internacional de São Paulo, Brasil. |
| 1982 | Bienal del Grabado, Noruega |
| 1986 | Bienal de Cali, Colombia; I Bienal de Cuenca, Ecuador. |
| 1988 | "Tres Artistas Paraguayos", Galería Praxis, Lima, Perú; "Dos Artistas Paraguayos", Museo de Arte Contemporáneo, Maldonado, Uruguay. |
| 1989 | Invitado Especial, Bienal de Cuenca, Ecuador |
| 1990 | "Latinarca 90", Montreal, Canadá; "Arte del Sur del Mundo", Marsala, Italia; "Paraguay Ra'angá ", Alcalá de Henares, España. |
| 1991 | "Tres Jóvenes Maestros Latinoamericanos", Galería Praxis, Lima, Perú; "Pintores de hoy en América Latina", Nagoya, Japón; "Ana Eckell y Ricardo Migliorisi", Park Galiery, Boca Ratón, Florida, EUA; "Ocho Artistas Paraguayós", Museo de las Américas, Washington, EUA |
| 1992 | Exposición del Stand Paraguayo de la Expo-Sevilla 92; "Al encuentro de los otros", Kassel, Alemania |
| 1993 | "Arte del Mercosur ", Buenos Aires, Argentina; "Artistas Paraguayos", Galería Centoira, Buenos Aires, Argentina. |
| 1994 | V Bienal de La Habana, Cuba; Dibujo Paraguayo, Corriente Alterna, Lima, Perú; Ludwid Forun, Aquisgrán, Alemania. |

## Premios y distinciones
A lo largo de su amplia trayectoria, fue objeto de numerosas premiaciones.
| Año  | Premios                                              |
| 1972 | 1.er Premio de Afiches, C.I.M.E., Naciones Unidas.   |
| 1982 | 1.er Premio Concurso " Benson & Hedges", Asunción.   |
| 1982 | "12 del Año", Red Caracol. Asunción.                 |
| 1986 | 2° Premio Bienal del Papel, Buenos Aires, Argentina. |
| 1992 | Mejor Artista del Año, Radio Curupayty, Asunción.    |

## Museos y colecciones
Su producción artística ha recorrido innumerables salas de exposición. Algunas de ellas son:
- Museo de Arte Contemporáneo, Madrid, España.
- Museo de Arte Moderno, Universidad Nacional de Bogot, Colombia.
- Biblioteca "Gabriel Turbay", Bucaramanga, Colombia. Museo de Zea, Medellín, Colombia.
- Colección Coltejer, Medellín, Colombia.
- Casa de la Cultura, Cúcuta, Colombia.
- Museo Paraguayo de Arte Contemporáneo, Asunción, Paraguay.
- Sala "La Carpilla Sixtina" del Centro de Artes Visuales de Asunción.
- Museo de Arte Contemporáneo de Maldonado, Uruguay.
- Museo José Luis Cuevas, México.
- Colecciones privadas de España, EE. UU., Venezuela, Uruguay, Argentina, México, Italia, Brasil, Perú, Suecia, Japón, Honduras, El Salvador, Colombia, Francia, Ecuador, Chile, Holanda, Alemania y Paraguay.

## Su estilo
Su estilo, muy particular, se traduce en una amplia gama de medios expresivos; cuadros, montajes, experiencias audiovisuales e instalaciones forman parte de su obra.
Sus personajes son considerados poco realistas, puede representar a sujetos populares de Latinoamérica, animales y objetos de la mitología Clásica, personajes de ópera, del circo y el cabaret, la televisión y crónicas sociales, todos ellos con tendencias alucinantes.
La obra de Migliorisi presenta un fuerte sentido escénico, vincula sus creaciones a espacios teatrales y propios de la farándula. Existe entre sus personajes el misterio de las máscaras y el brillo de candilejas. El uso del color es una de sus características más resaltantes, los contrastes, las transparencias y las texturas dan vida a objetos de barro o moldes de latón. Surgen, imponentes, figuras de yeso, bosques de plumas, perlas de vidrio y piedras y caracoles dorados

## Su familia
Ellos son de raíces italianas, su familia vive en Asunción. Tiene una hermana: María Cristina Migliorisi de Galiano.